# Karel Fialka
Karel Francis Fialka je skotský písničkář.
Narodil se v Bengálsku, v Indii, českému otci a skotské matce. V roce 1980 vytvořil menší hit The Eyes Have It, který se v roce 1987 dostal do první desítky britské singlové hitparády se skladbou Hey, Matthew.

## Diskografie

### Alba
- 1980 Still Life
- 1988 Human Animal

## Singly
- 1980 The Eyes Have It
- 1980 File In Forget
- 1980 Armband
- 1984 Eat, Drink, Dance, Relax
- 1987 Hey, Matthew"/"The Things I Saw [UK #9]
- 1988 Eat, Drink, Dance, Relax (Remix)